# Bas van Fraassen
Bastiaan Cornelis van Fraassen (Goes, 5 de abril de 1941) é actualmente professor de filosofia na Universidade do Estado de São Francisco, ensinando lógica, epistemologia e filosofia da ciência. No âmbito desta, estudou o papel dos modelos na prática da ciência, desenvolvendo trabalhos na área da filosofia da mecânica quântica .Antes, havia passado pelas universidades de Toronto e Princeton, depois de se ter doutorado em 1966 sob a direcção de Adolf Grünbaum, na Universidade de Pittsburgh.

## Filosofia da ciência
Bas van Fraassen é conhecido por ter cunhado o termo “empirismo construtivo”, num livro publicado em 1980 sob o título: “The Scientific Image”, o qual mereceu a crítica de alguns filósofos, como Paul Churchland, pela sua epistemologia anti-realista contrastar com as suas ideias acerca das teorias científicas sobre fenómenos não observáveis. Foi laureado 1m 1986 com o Prémio Lakatos pelos seus contributos na área da filosofia da ciência. Em 1989 publicou o livro: “Laws and Symmetry”, onde tentou estabelecer as bases explicativas dos fenómenos físicos sem partir do princípio que em tais fenómenos estejam subjacentes regras ou leis às quais se possam atribuir relações causais, ou que tais leis tenham o estatuto de governar os fenómenos físicos.

## Publicações
- Scientific Representation: Paradoxes of Perspective, OUP, 2008.
- Possibilities and Paradox (with JC Beall), OUP, 2003.
- The Empirical Stance, Yale University Press, 2002.
- Quantum Mechanics: An Empiricist View, Oxford University Press, 1991.
- Laws and Symmetry, Oxford University Press 1989.
- Derivation and Counterexample: An Introduction to Philosophical Logic (with Karel Lambert), Dickenson Publishing Company, Inc. 1972.
- Formal Semantics and Logic, Macmillan, New York 1971
- An Introduction to the Philosophy of Time and Space, Random House, New York 1970.